# Welsh Scottish League 1999-00
El Campeonato de Rugby de Gales (Welsh-Scottish League) de 1999-2000 fue la décima edición del principal torneo de rugby de Gales.
El torneo incorporó por primera vez equipos de Escocia, Glasgow Caledonians y Edinburgh Reivers.

## Sistema de disputa
El torneo se disputó en formato de todos contra todos en la que cada equipo enfrentó en condición de local y visitante a cada uno de sus rivales.
El equipo que al finalizar el torneo obtuviera mayor cantidad de puntos, se coronó como campeón del torneo, mientras que la última posición descendió directamente a la División 2.
Puntuación
Para ordenar a los equipos en la tabla de posiciones se los puntuará según los resultados obtenidos.
- 2 puntos por victoria.
- 1 puntos por empate.
- 0 puntos por derrota.
- 1 punto bonus por ganar haciendo 3 o más tries que el rival.
- 1 punto bonus por perder por siete o menos puntos de diferencia.

## Clasificación
| Pos. | Equipo              | Encuentros | Encuentros | Encuentros | Encuentros | Tantos | Tantos | Tantos | Puntos |
| Pos. | Equipo              | PJ         | PG         | PE         | PP         | F      | C      | Dif    | Puntos |
| ---- | ------------------- | ---------- | ---------- | ---------- | ---------- | ------ | ------ | ------ | ------ |
| 1.º  | Cardiff             | 22         | 18         | 1          | 3          | 879    | 504    | +375   | 59     |
| 2.º  | Newport             | 22         | 15         | 1          | 6          | 773    | 453    | +320   | 49     |
| 3.º  | Pontypridd          | 22         | 14         | 2          | 6          | 666    | 478    | +188   | 47     |
| 4.º  | Swansea             | 22         | 14         | 1          | 7          | 691    | 509    | +182   | 45     |
| 5.º  | Llanelli            | 22         | 13         | 0          | 9          | 748    | 527    | +221   | 38     |
| 6.º  | Ebbw Vale           | 22         | 12         | 0          | 10         | 647    | 569    | +78    | 38     |
| 7.º  | Neath               | 22         | 11         | 2          | 9          | 664    | 553    | +111   | 35     |
| 8.º  | Edinburgh Reivers   | 22         | 10         | 1          | 11         | 564    | 654    | -90    | 34     |
| 9.º  | Bridgend            | 22         | 8          | 1          | 13         | 427    | 564    | -137   | 27     |
| 10.º | Glasgow Caledonians | 22         | 8          | 1          | 13         | 488    | 621    | -133   | 25     |
| 11.º | Caerphilly          | 22         | 2          | 1          | 19         | 427    | 939    | -512   | 6      |
| 12.º | Dunvant             | 22         | 1          | 1          | 20         | 357    | 960    | -603   | 3      |

|  | Campeón y clasificado a la Copa Heineken 2000–01. |
|  | Clasificado a la Copa Heineken 2000–01.           |
|  | Descendido a la División 2.                       |

| Bandera de Gales |
| Campeón Cardiff  |
| Segundo título   |